# Rúa Sete de Setembro (Río de Janeiro)
La Rúa Sete de Setembro (en español: "Calle Siete de Septiembre") es una calle del centro histórico de la ciudad de Río de Janeiro, Brasil. 
Originalmente unía la antigua Plaza de la Constitución (actual Plaza Tiradentes) a la rúa do Carmo. En ese entonces era llamada "rúa do Cano" (calle de la acequia) debido a que se construyó un ducto de piedra y cal que conectaba el desagüe de la laguna de Santo Antônio (actual rúa Uruguaiana) con el mar cerca al Terreiro do Carmo (actual Plaza XV). Luego fue llamada como rúa de Trás de São Francisco de Paula, ya que los fondos de la iglesia de la Orden Tercera de San Francisco daba a esta calle.
En 1857, cuando se construyó un pasadizo elevado para unir el antiguo Convento do Carmo y el Paço da Cidade, con la entonces Capilla Imperial (actual Iglesia de Nossa Senhora do Carmo da antiga Sé) se efectuó un prolongamiento de la vía hasta la que entonces era conocida como rúa Direita (hoy rúa Primero de Marzo), uniendo desde entonces las actuales Plaza XV y la Plaza Tiradentes.
En 1877, cuando se renumeró los inmuebles de la ciudad, ya era una calle tanto comercial como residencial contando con 100 edificios de planta baja y 94 sobrados.
Actualmente se constituye en una calle prácticamente peatonal, repleta de edificaciones comerciales y bancarias. En el 2015, pasó por obras por la implementación del VLT Carioca. Las excavaciones revelaron los rieles del antiguo sistema de tranvías de la ciudad que fue desactivado en la década de 1960.